# 22-га танкова дивізія (Третій Рейх)
22-га танкова дивізія (Третій Рейх) (нім. 22. Panzer-Division) — танкова дивізія Вермахту в роки Другої світової війни.

## Історія
22-га танкова дивізія розпочала своє формування 25 вересня 1941 на території окупованої Франції в місті Ніор на фондах 204-го танкового полку, що мав у своєму складі переважно трофейні французькі танки. Штаб дивізії формувався у Вісбадені в 12-му військовому окрузі.

## Райони бойових дій та дислокації дивізії
- Франція (вересень 1941 — березень 1942);
- СРСР (південний напрямок) (березень 1942 — березень 1943).

## Командування

### Командири
- генерал-майор Вільгельм фон Апелль (нім. Wilhelm von Apell) (25 вересня 1941 — 12 вересня 1942);
- оберст Гельмут фон дер Шевалері (нім. Hellmut von der Chevallerie) (13 вересня — 31 жовтня 1942), ТВО;
- оберст, з 1 березня 1943 генерал-майор Ебергард Родт (нім. Eberhard Rodt) (1 листопада 1942 — 4 березня 1943).

## Нагороджені дивізії
Нагороджені дивізії
|  | Кавалери Золотого Німецького Хреста                                                                        | 14 |
|  | Кавалери Лицарського хреста Залізного хреста                                                               | 2  |
|  | Кавалери Почесної Відзнаки Сухопутних військ «Почесна застібка на орденську стрічку для Сухопутних військ» | 3  |

- Нагороджені Сертифікатом Пошани Головнокомандувача Сухопутних військ (2)

## Бойовий склад 22-ї танкової дивізії
- штаб дивізії:
- 22-га мотопіхотна бригада (Schützen-Brigade 22);
  - 129-й мотопіхотний полк (Schützen-Regiment 129);
  - 140-й мотопіхотний полк (Schützen-Regiment 140);
  - 24-й мотоциклетний батальйон (Kradschützen-Bataillon 24).
- 204-й танковий полк (Panzer-Regiment 204);
- 140-й артилерійський полк (Artillerie Regiment 140);
- 140-й батальйон самохідної артилерії;
- 22-й танковий розвідувальний батальйон (Panzer-Aufklärungs-Abteilung 22);
- 50-й інженерно-саперний батальйон (Pionier Bataillon 50);
- 140-й батальйон зв'язку (Nachrichten Abteilung 140);
- 140-й інтендантський загін (Versorgungstruppen 140);
- 140-й польовий батальйон.

- штаб дивізії:
- 22-га мотопіхотна бригада;
  - 129-й мотопіхотний полк;
  - 140-й мотопіхотний полк;
  - 24-й мотоциклетний батальйон.
- 204-й танковий полк;
- 140-й артилерійський полк;
- 22-й танковий розвідувальний батальйон;
- 140-й винищувально-протитанковий дивізіон (Panzerjäger Abteilung 140);
- 50-й інженерно-саперний батальйон;
- 140-й батальйон зв'язку;
- 140-й інтендантський загін.

- штаб дивізії:
- 204-й танковий полк;
- 129-й панцергренадерський полк (Panzergrenadier-Regiment 129);
- 140-й панцергренадерський полк (Panzergrenadier-Regiment 140);
- 289-й дивізіон зенітної артилерії (Heeres-Flak-Artillerie-Abteilung 289);
- 140-й самохідний артилерійський полк (Panzer-Artillerie-Regiment 140);
- 140-й танковий розвідувальний батальйон;
- 140-й танковий інженерно-саперний батальйон (Panzer-Pionier-Bataillon 140);
- 140-й танковий батальйон зв'язку (Panzer Nachrichten Abteilung 140);
- 140-й танковий інтендантський загін (Panzer-Versorgungstruppen 140).